# Верхарт, Пит
Пит (Питер) Верхарт (фр. Piet Verhaert; 25 февраля 1852, Антверпен — 4 августа 1908, Остдёйнкерке, Бельгия) — бельгийский художник, гравер, педагог. Профессор Академии изобразительных искусств Антверпена.

## Биография
Обучался в Королевской Академии изобразительных искусств Антверпена, сначала по классу скульптуры, потом — живописи у Жозефа ван Лериуса (1823—1876).
Был членом группы молодых художников, «Van Beers clique», которую возглавлял Ян ван Беерс.
С целью совершенствования мастерства совершил поездку по Нидерландам, Италии и Испании, копируя произведения мастеров прошлого. Во время своего пребывания в Испании (1882—1883) делал копии с картин Веласкеса.
Дебютировал в 1873 году на Салоне Антверпена, который проводился раз в три года. В 1876 году год жил в Париже.
В 1881 году Верхарт был награждён большой медалью в Брюсселе. В 1889 году — серебряной медалью в Париже.
С 1884 года Верхарт был членом круга художников «Les XX (Общество XX)» и с 1891 года — соучредителем круга «Les XIII (Тринадцати)».
С 1886 года — профессор Академии изобразительных искусств Антверпена и соучредитель Бельгийского королевского общества офортистов (Société royale belge des Aquafortistes).

## Творчество

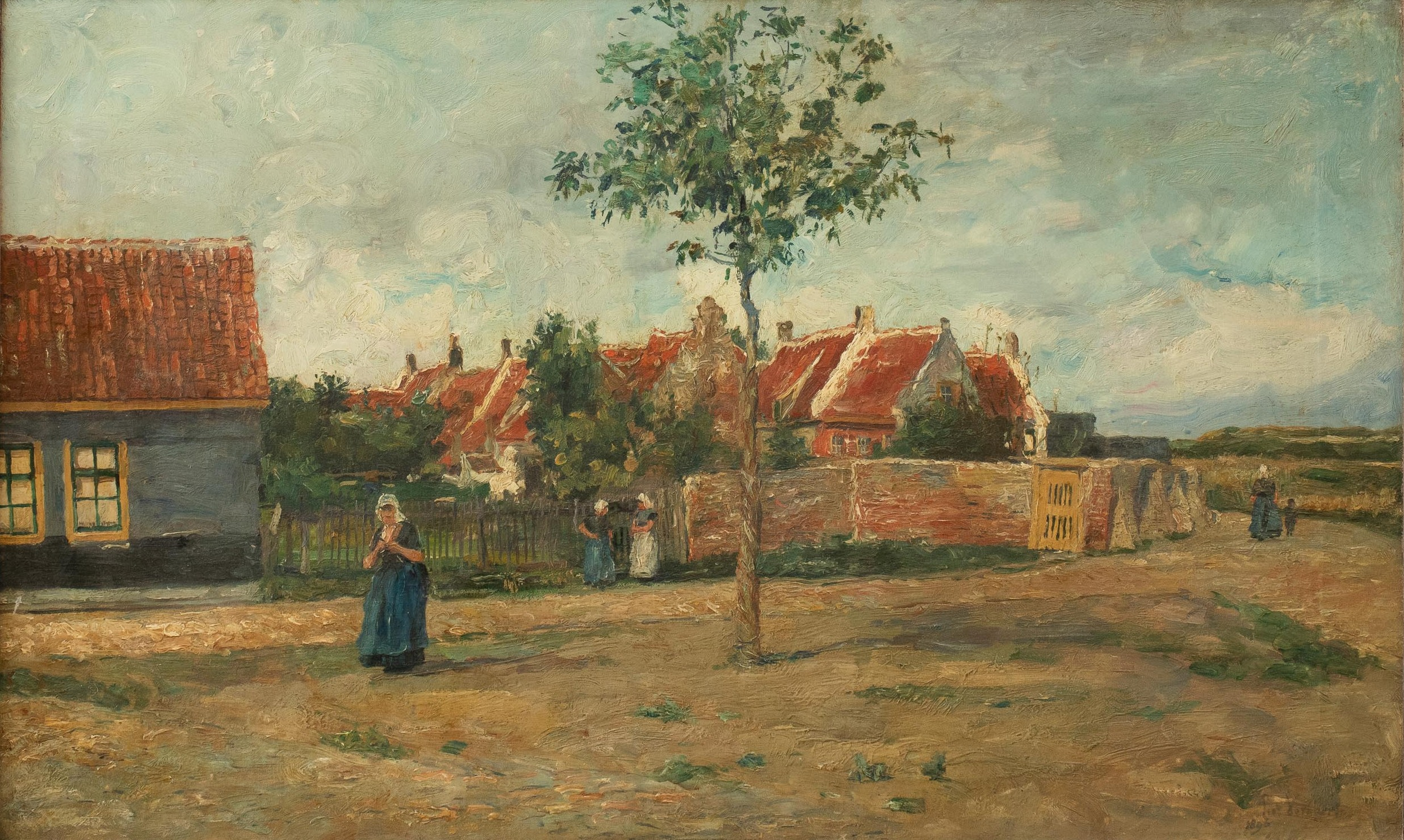
Женщина возле деревни в Зеландии

Художник работал в жанре портрета, городского ландшафта, интерьера и натюрморта.
С начала 1880-х годов он писал свои картины, работая на пленэре. Позже коричневые цвета стали доминирующими в его работах. Наиболее известен благодаря картинам с видами старых районов и улиц Антверпена.
Мощный колорист и виртуоз карандашного рисунка. Интересовался настенной живописью. Украсил своими фресками мэрию Антверпена (1899). Подготовил и выпустил альбом офортов с видами старых уголков Антверпена.
Работы находятся в музеях Антверпена, Брюсселя, Турне и Гента.

## Ссылки

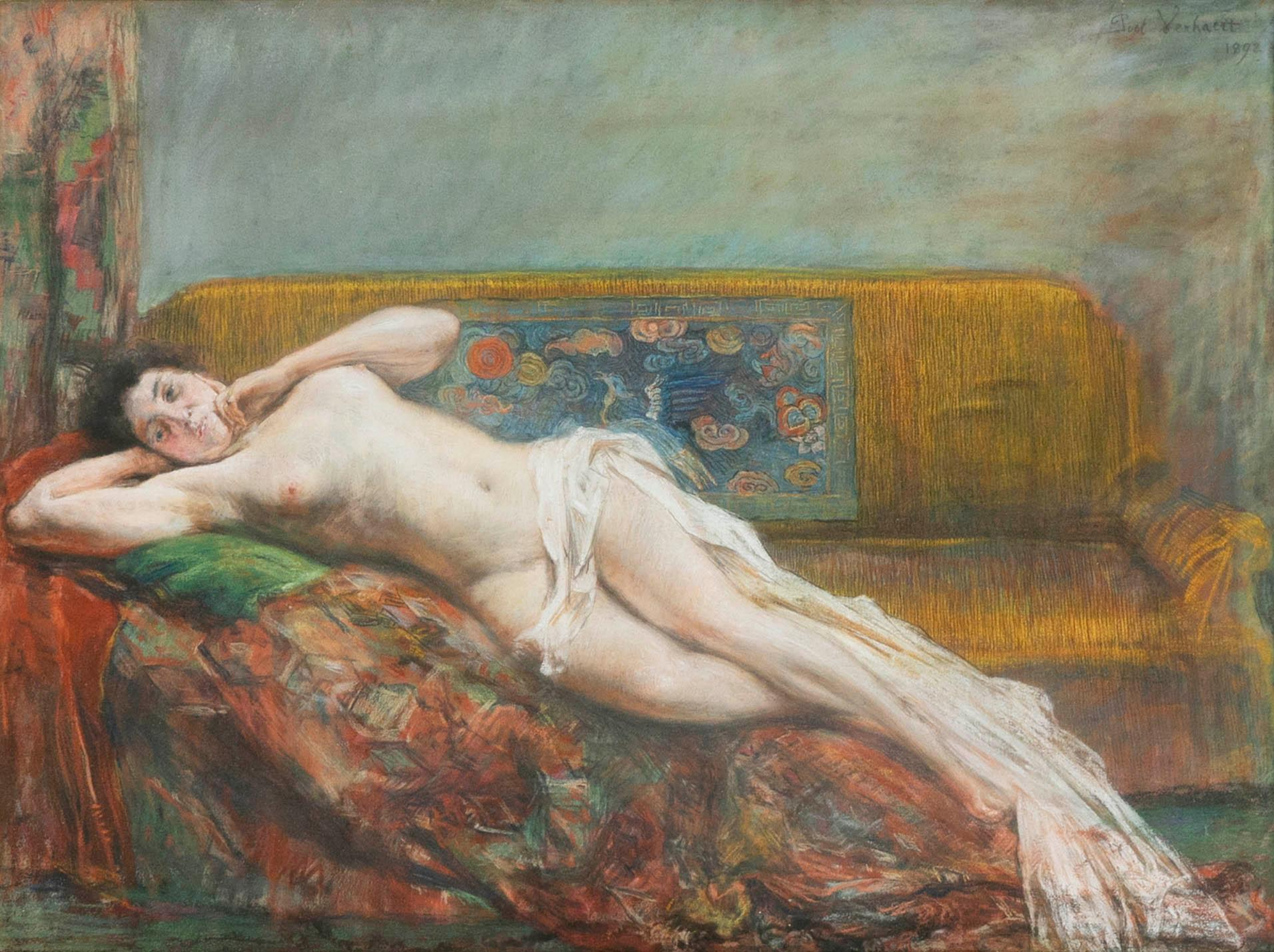
Обнаженная на диване